# Limonade (Haiti)
Limonade (creolă haitiană Limonad) este o comună din arondismentul Cap-Haïtien, departamentul Nord, Haiti, cu o suprafață de 131,9 km2 și o populație de 50.150 locuitori (2009).